# Lulu Wilson
Lulu Wilson (Hell's Kitchen, 7 oktober 2005) is een Amerikaans actrice. Wilson speelde rollen in de horrorfilms Ouija: Origin of Evil (2016), Annabelle: Creation (2017) en de televisieversie The Haunting of Hill House.

## Filmografie
| Jaar      | Film/Serie                  | Rol                                  |
| --------- | --------------------------- | ------------------------------------ |
| 2012      | Louie                       | Klein meisje                         |
| 2014      | The Money                   | kleinkind                            |
| 2014      | Black Box                   | jonge Catherine Black                |
| 2014      | Deliver Us from Evil        | Christina                            |
| 2014–2015 | The Millers                 | Mikayla Stoker                       |
| 2015      | Her Composition             | Victoria                             |
| 2015–2016 | Inside Amy Schumer          | diverse rollen                       |
| 2016      | Teachers                    | Annie                                |
| 2016      | Ouija: Origin of Evil       | Doris Zander                         |
| 2016      | Doctor Strange              | Donna Strange (in verwijderde scene) |
| 2017      | Raised by Wolves            | Yoko Gable                           |
| 2017      | Annabelle: Creation         | Linda                                |
| 2017      | Cop and a Half: New Recruit | Karina Foley                         |
| 2018      | Ready Player One            | kind op de basisschool               |
| 2018      | Sharp Objects               | Marian Crellin                       |
| 2018      | Gone Are the Days           | Sally Anne                           |
| 2018      | Slumber                     | Maya                                 |
| 2018      | The Haunting of Hill House  | jonge Shirley                        |
| 2020      | The Glorias                 | jonge Gloria Steinem                 |
| 2020      | Star Trek: Picard           | Kestra Riker                         |
| 2020      | 50 States of Fright         | Mallory                              |
| 2020      | Becky                       | Becky Hooper                         |
| 2023      | The Wrath of Becky          | Becky Hooper                         |